# Condado de Pajęczno
Condado de Pajęczno (polaco: powiat pajęczański) é um powiat (condado) da Polónia, na voivodia de Lodz. A sede do condado é a cidade de Pajęczno. Estende-se por uma área de 804,14 km², com 53 634 habitantes, segundo os censos de 2005, com uma densidade 66,7 hab/km².

## Divisões admistrativas
O condado possui:
Comunas urbana-rurais: Działoszyn, Pajęczno
Comunas rurais: Kiełczygłów, Nowa Brzeźnica, Rząśnia, Siemkowice, Strzelce Wielkie, Sulmierzyce
Cidades: Działoszyn, Pajęczno

## Demografia
População (dados de 30 de Junho de 2005):
|          | Total   | Total | Mulheres | Mulheres | Homens  | Homens |
| -------- | ------- | ----- | -------- | -------- | ------- | ------ |
|          | pessoas | %     | pessoas  | %        | pessoas | %      |
| Total    | 53 634  | 100   | 27 002   | 50,3     | 26 632  | 49,7   |
| Cidades  | 13 068  | 100   | 6604     | 50,5     | 6464    | 49,5   |
| Povoados | 40 566  | 100   | 20 398   | 50,3     | 20 168  | 49,7   |